# Luigi Negri
Luigi Negri (Codogno, 4 de agosto de 1956) é um político e arquiteto itáliano, que foi deputado desde 1992 até 2001, e que hoje è colecionista de porcelanas antigas.

## Biografia
Nascido em Codogno 1956, formou-se em arquitetura no Politécnico de Milão defendendo uma tese sobre Giovanni Battista Barattieri e l'Architettura delle acque (Giovanni Battista Barattieri e a arquitetura das águas). A sua paixão pela história da arte levou-o a aprofundar sobretudo o estudo da porcelana e a colecioná-la.
Aplica-se em particular ao estudo da porcelana alemã, em particular a de Meissen, a primeira manufatura europeia, fundada em 1710. Participa em inúmeras exposições nacionais e internacionais, incluindo a Esposizione antiquari milanesi em Milão, a Mercateinfiera em Parma e o Salão antiquários em Antibes.
Durante sua carreira politica, de 1992 até 2021, foi membro de varias comissões parlamentares. No início da 13ª legislatura, o presidente da Câmara, Luciano Violante, o convidou, junto com um grupo de outros deputados arquitetos, a elaborar um projeto de reorganização da Praça Montecitorio.